# Liste der Kulturdenkmale in Bendfeld
In der Liste der Kulturdenkmale in Bendfeld sind alle Kulturdenkmale der schleswig-holsteinischen Gemeinde Bendfeld (Kreis Plön) aufgelistet (Stand: 21. Juli 2025).

## Legende
In den Spalten befinden sich folgende Informationen:
- Objekt-ID: die Nummer des Kulturdenkmales
- Lage: die Adresse des Kulturdenkmales und die geographischen Koordinaten. Kartenansicht, um Koordinaten zu setzen. In der Kartenansicht sind Kulturdenkmale ohne Koordinaten mit einem roten Marker dargestellt und können in der Karte gesetzt werden. Kulturdenkmale ohne Bild sind mit einem blauen Marker gekennzeichnet, Kulturdenkmale mit Bild mit einem grünen Marker.
- Offizielle Bezeichnung: Bezeichnung des Kulturdenkmales
- Beschreibung: die Beschreibung des Kulturdenkmales
- Bild: ein Bild des Kulturdenkmales

## Sachgesamtheiten
| Objekt-ID | Lage                                                | Offizielle Bezeichnung | Beschreibung | Bild |
| --------- | --------------------------------------------------- | ---------------------- | --- | ---- |
| 40721     | Am Dorfteich 9-11 (54° 21′ 46″ N, 10° 25′ 15″ O)    | Hofanlage Puck         | Hofanlage Puck; 1. Hälfte 19. Jh.; zurückgesetzte Haupthaus 1907 ersetzt durch villenartiges Wohnhaus, davor langgestrecktes, quererschlossenes Fachwerkgebäude für Scheune und Pferdestall, rückwärtig Kleinviehstall; Hofpflaster, Einfriedung, Hofbäume - Schutzumfang: Wohnhaus, Einfriedung, Hofpflaster, Hofbäume, Scheune und Pferdestall, ehem. Kleinviehstall - Begründung: Geschichtlich, Künstlerisch, Kulturlandschaftlich, Städtebaulich | BW   |
| 40726     | Claus-Wiese-Straße 16 (54° 21′ 48″ N, 10° 25′ 6″ O) | Hofanlage Stoltenberg  | Hofanlage Stoltenberg; 2. Hälfte 19. Jh.; am Dorfanger gelegenes Ensemble aus Wohn- und Wirtschaftsgebäude, Scheune und Stallgebäude - Begründung: geschichtlich, künstlerisch, städtebaulich, Kulturlandschaft prägend - Schutzumfang: Wohn- und Wirtschaftsgebäude, Scheune, Stallgebäude | BW   |

## Bauliche Anlagen
| Objekt-ID      | Lage                                                | Offizielle Bezeichnung       | Beschreibung | Bild |
| -------------- | --------------------------------------------------- | ---------------------------- | --- | ---- |
| 4520           | Am Dorfteich 5 - 7 (54° 21′ 48″ N, 10° 25′ 15″ O)   | Wohn- und Wirtschaftsgebäude | Wohn- und Wirtschaftsgebäude; 1831; giebelständiger Fachwerkbau mit reetgedecktem Halbwalmdach, Eingangsbereich mit flankierenden Fenstern zurückliegend, davor hölzerne Freistützen mit aufwändigen Kopfbändern, nach Süden zweigeschossiger massiver Anbau aus späterer Zeit, Probsteier Bauernhaus - Schutzumfang: Wohn- und Wirtschaftsgebäude - Begründung: Geschichtlich, Kulturlandschaftlich, Städtebaulich                                   | BW   |
| 4518           | Am Dorfteich 9 - 11 (54° 21′ 46″ N, 10° 25′ 14″ O)  | Wohnhaus                     | Wohnhaus; 1907, Bauherr Emil Puck, Baumeister Hermann Göttsch; zweigeschossiger Backsteinbau in Formen der Heimatschutzarchitektur mit Putzgliederung und Zierfachwerk unter pfannengedeckten Sattel- und Schopfwalmdächern; Hofpflaster, Einfriedung, Hofbäume - Schutzumfang: Wohnhaus, Einfriedung, Hofpflaster, Hofbäume - Begründung: Geschichtlich, Künstlerisch, Kulturlandschaftlich, Städtebaulich - Teil der Sachgesamtheit: Hofanlage Puck | BW   |
| 4516           | Claus-Wiese-Straße 16 (54° 21′ 49″ N, 10° 25′ 7″ O) | Wohn- und Wirtschaftsgebäude | Wohn- und Wirtschaftsgebäude; 2. Hälfte 19. Jh.; eingeschossiger giebelständiger Fachwerkbau mit ablesbarem Wirtschaftsteil und reetgedecktem Halbwalmdach, Grootdör hinter eingezogener Vorhalle mit zwei geschmückten Freipfosten - Begründung: geschichtlich, künstlerisch, städtebaulich, Kulturlandschaft prägend - Schutzumfang: gesamtes Objekt - Denkmaltyp: Bauliche Anlage, Sachgesamtheit: Hofanlage Stoltenberg                           | BW   |
| 4510           | Dorfstraße 2 (54° 22′ 7″ N, 10° 25′ 5″ O)           | Wohn- und Wirtschaftsgebäude | Wohn- und Wirtschaftsgebäude; 2. Hälfte 19. Jh.; giebelständiger eingeschossiger Fachwerkbau mit Backsteinausfachung unter Halbwalmdach in Weichdeckung, Eingangsbereich mit flankierenden Fenstern zurückliegend, davor hölzerne Freistützen mit verzierten Kopfbändern, rückwärtig Steilgiebel, Probsteier Bauernhaus - Schutzumfang: Wohn- und Wirtschaftsgebäude - Begründung: Geschichtlich, Kulturlandschaftlich                                | BW   |
| 4511           | Lindenallee 5 (54° 21′ 57″ N, 10° 25′ 2″ O)         | Altenteilerkate              | Altenteilerkate; 1. Hälfte 19. Jh.; giebelständiger Fachwerkbau mit reetgedecktem Walmdach, Ausfachungen teilweise geschlämmt, Eingangsbereich mit Vorschauer - Schutzumfang: Altenteilerkate - Begründung: Geschichtlich, Kulturlandschaftlich | BW   |
| 4512           | Lindenallee 5 (54° 21′ 58″ N, 10° 25′ 2″ O)         | Stallgebäude                 | Stallgebäude; 1. Hälfte 19. Jh.; an Kate anschließender Koben, giebelständiger Fachwerkbau mit geschlämmten Ausfachungen und reetgedecktem Walmdach, nach Osten Holzluke - Schutzumfang: Stallgebäude - Begründung: Geschichtlich, Kulturlandschaftlich | BW   |
| 30930 Wikidata | Lindenallee 11 (54° 21′ 56″ N, 10° 24′ 58″ O)       | Bohlenspeicher               | Alteintragung (Aktualisierung vorgesehen) - Begründung: Alteintragung (Aktualisierung vorgesehen) - Schutzumfang: Alteintragung (Aktualisierung vorgesehen) - Denkmaltyp: Bauliche Anlage | BW   |

## Quelle
- Liste der Kulturdenkmale in Schleswig-Holstein – Kreis Plön (PDF)